# Mimmo Jodice
Mimmo Jodice né le 24 mars 1934 à Naples est un photographe italien.

## Biographie
Artiste d'avant-garde, Mimmo Jodice a construit son œuvre autour d'un petit nombre de thèmes centraux, comme le vide dans les paysages, les vestiges du temps et le rapport au passé. Les photographies qu'il prend des paysages côtiers et des statues antiques en pierre, marquées par le temps, sont représentatives de son œuvre. Le Palais ducal d'Urbin lui offre en 1968 sa première exposition.
Ses photographies sont travaillées, et il s'est efforcé d'exploiter les ressources du medium photographique. Il a enseigné la photographie à l'Académie des beaux-arts de Naples pendant de nombreuses années. Parallèlement à son travail artistique et pédagogique, il a effectué des travaux de commande pour des cabinets d'architecture et de paysagistes.
Il est exposé en France aux Rencontres d'Arles, en 2008.
La plus importante exposition anthologique consacrée à Mimmo Jodice — organisée par Andrea Viliani — a lieu au musée d'Art contemporain Donnaregina (MADRE) de Naples du 24 juin au 24 octobre 2016. Elle présente plus d'une centaine d'œuvres dans un parcours d'exposition conçu par l'artiste lui-même, selon différentes sections, évoquant un temps circulaire revenant cycliquement à lui-même et à ses motifs d'inspiration. Les Éditions Electa (it) ont publié en 2018, dans une édition bilingue (italien/anglais) sous la direction d'Andrea Viliani et Anna Cuomo, un livre basé sur cette exposition Attesa / Waiting (dal / from 1960) avec des textes de Salvatore Settis, Ester Coen, Nicola Spinosa, Marta Gili et Tina Kukielski. À propos de ce livre Mimmo Jodice a déclaré qu'il était « le dernier livre définitif sur mes recherches ».

## Publications
- Passé intérieur, texte de Roberta Valtorta , 156 p., Contrejour, Paris, 1993,  (ISBN 978-2-85949-149-9).
- Mimmo Jodice: Tempo Interiore, anthologie, textes de Roberta Valtorta, 156 p., Federico Motta Editore, 1998,  (ISBN 978-8-87179-049-7) — Édition française , 381 p., Actes Sud, Arles, France, 2003 •  (ISBN 978-2-7427-4431-2).
- L'errance du regard : Rêves et visions d'Italie, trad. de Marguerite Pozzoli, 275 p., coll. « Photographie », Actes Sud, Arles, France, 2008,  (ISBN 978-2-74277-562-0).
- Roma, textes de Richard Burdett et Cornelia Lauf, 192 p., coll. Johan & Levi, éd. Acc Art Books, 2008,  (ISBN 978-8-86010-007-8).
- Naples intime, texte de Gabriel Bauret, catalogue d'exposition, 64 p., Silvana Editoriale, Milan, Italie, 2010,  (ISBN 978-8-83661-621-3).
- Mimmo Jodice, catalogue d'exposition établi par Ida Gianelli et Daniela Lancioni, 304 p., Federico Motta Editore, Milan, Italie, 2010,  (ISBN 978-8-87179-587-4).
- Pompei. Parole in viaggio, texte de C. Ethan, Éd. Contrasto, 2011,  (ISBN 978-8-86965-276-9).
- Les Yeux du Louvre, textes de Quentin Bajac, interview de Marie-Laure Bernadac, 136 p., coéd. Musée du Louvre/Actes Sud, Paris/Arles, 2011,  (ISBN 978-2-74279-867-4).
- Attesa / Waiting (dal / from 1960), édition bilingue (italien/anglais) sous la direction d'Andrea Viliani et Anna Cuomo, textes de Salvatore Settis, Ester Coen, Nicola Spinosa, Marta Gili et Tina Kukielski, Electa (it), 2018,  (ISBN 978-8-89181-776-1).